# Tauraco leucolophus
Tauraco leucolophus е вид птица от семейство Туракови (Musophagidae).

## Разпространение
Видът е разпространен в Камерун, Демократична република Конго, Кения, Нигерия, Судан, Уганда, Централноафриканската република, Чад и Южен Судан.